# Monilea incerta
Monilea incerta är en snäckart som beskrevs av Tom Iredale 1912. Monilea incerta ingår i släktet Monilea och familjen pärlemorsnäckor. Inga underarter finns listade i Catalogue of Life.